# Operace Anton
Operace Anton (německy: Fall Anton) byla vojenská okupace dosud neobsazeného území Francie během druhé světové války. Akci provedlo Německo a Itálie v listopadu 1942. Znamenala konec vichistické vlády ve Francii jako nominálně nezávislého státu a rozpuštění jeho armády. Dále ale existovala jako loutková vláda v okupované Francii. Jednou z posledních akcí vichistických ozbrojených sil před jejich rozpuštěním bylo potopení francouzské floty v Toulonu. Důvodem byla snaha zabránit pádu francouzských námořních sil do rukou Osy.

## Pozadí
Německý plán na obsazení Vichistické Francie byl sepsán už v prosinci 1940 pod krycím názvem operace Attila a brzy byl spojen s operací Camellia, což byl plán okupace Korsiky. Operace Anton byla aktualizovanou verzí operace Attila, předpokládala  zapojení jiných německých jednotek a zahrnula také italskou účast.
Adolf Hitler se rozhodl ponechat Francii formální nezávislost především kvůli tomu, aby zabránil přechodu francouzských kolonií na stranu Spojenců, čemuž by vzhledem ke spojenecké námořní převaze nedokázal zabránit. Toto odůvodnění vzalo za své s vyloděním Spojenců ve francouzské severní Africe dne 8. listopadu 1942. Rychle se ukázalo, že vláda ve Vichy nemá politickou vůli ani praktické prostředky, jak zabránit spojenecké okupaci francouzských kolonií. Hitler navíc nemohl riskovat napadení z francouzského Středomoří. Po  rozhovoru s francouzským premiérem Pierrem Lavalem vydal Hitler rozkaz obsadit 11. listopadu Korsiku a následující den Vichistickou Francii.

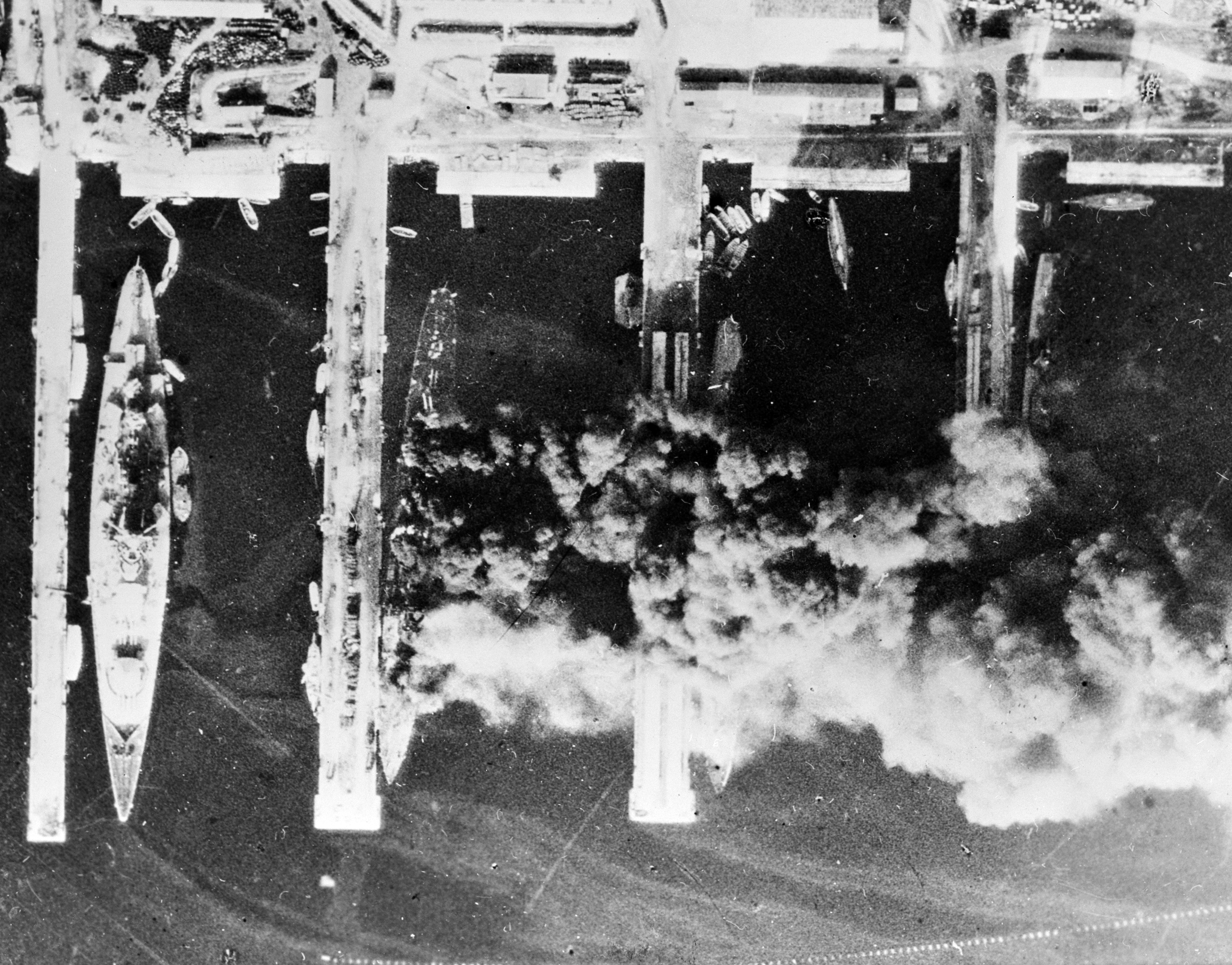
Lodě potápějící se v přístavu v Toulonu. Vlevo bitevní loď Strasbourg, vedle ní zakotvený křižník Colbert hoří a další křižníky Algérie a Marseillaise jsou zakryty dýmem.

## Operace
K večeru 10. listopadu 1942 ukončily síly Osy přípravy na operaci Anton. Wehrmacht s 1. armádou postupoval od pobřeží Atlantiku podél španělských hranic, zatímco 7. armáda pod velením generála Johannese Blaskowitze postupovala ze střední Francie směrem na Vichy a Toulon. Italská 4. armáda obsadila Francouzskou Riviéru a další italská divize přistála na Korsice. Večer 11. listopadu dosáhly německé tanky pobřeží Středozemního moře.
Němci plánovali "operaci Lila" tak aby zajali neporušenou francouzskou flotu kotvící v Toulonu. Francouzským námořním velitelům se podařilo zdržet Němce vyjednáváním a lstí až do 27. listopadu. Čas využili k potopení svých lodí dříve než se jich mohli Němci zmocnit. Zabránili tak tomu, aby se tři bitevní lodě, sedm křižníků, 28 torpédoborců a 20 ponorek dostalo do rukou nepřítele. Navzdory zklamání německého námořního válečného štábu Hitler řekl, že zničení francouzské floty byl původní záměr a tedy operace Anton nakonec byla úspěšná. Zničení floty překazilo i plány Charlese de Gaulla a jeho jednotek Svobodná Francie (France Libre). Takže Hitler byl s výsledkem spokojen. 
Francouzská vláda ve Vichy omezila svůj odpor na rozhlasové vysílání ve kterém vznášela námitky proti porušení příměří z roku 1940. Německá vláda oponovala, že to byli Francouzi, kdo porušil příměří jako první tím, že nebojovali proti vylodění Spojenců v severní Africe. Francouzská armáda o síle 50 000 mužů zaujala obranné pozice kolem Toulonu, ale když jí byl předán německý požadavek na rozpuštění, učinila tak, protože postrádala vojenskou schopnost odolávat silám Osy.

## Následky
Vichistický režim se snažil nebýt jen loutková vláda, nadále uplatňoval nominální civilní autoritu v celé metropolitní Francii kromě Alsaska-Lotrinska, jak tomu bylo od roku 1940. Italská okupační zóna byla zrušena po odvolání Mussoliniho z funkce a následné žádosti italské vlády o příměří v roce 1943. Francie zůstala pod výhradně německou okupací až do invaze Spojenců a osvobození země v roce 1944.